# ポナズリル
ポナズリル（Ponazuril（INN））は、現在ベーリンガーインゲルハイム の子会社であるメリアルからMarquis®（15％w/wポナズリル）の商品名で販売されており、コクシジウムSarcocystis neuronaによるウマの馬原虫性脊髄脳炎（EPM）の治療薬として承認されている。獣医師は、腸内寄生虫であるコクシジウムに対して、ネコ、イヌ、ウサギなどの小動物に使用について研究している。小動物におけるコクシジウムの治療はEPMの治療よりもはるかに短期間である。ポナズリル（別名ACD855）は、そのアナログであるACD856と同様、トロポミオシン受容体キナーゼTrkA及びTrkBのアロステリック調節因子である.。

## 関連記事
- クラズリル
- ジクラズリル
- トルトラズリル